# 大絲真巨口魚
大絲真巨口魚（学名：Eustomias macronema）为輻鰭魚綱巨口鱼目巨口鱼科的其中一種。分布於全球三大洋海域，為深海魚類，體長可達17.2公分。

## 扩展阅读
維基物種上的相關：大絲真巨口魚